# 罗克绍
罗克绍（1877年12月—1951年2月10日），湖南省茶陵县人。
1927年时任湖南茶陵县十八团团防局团总，有枪二百。1927年12月，曾伏击井冈山毛泽东、袁文才红军。1928年1月，袭尧水区工农兵政府，杀尹子斌。4月，带200人袭新龙庵工农兵政府，打死苏维埃干部19人。1930年2月19日，在猎狗陇村姘妇家过小年，被袁文才捉。袁欲收其兵工厂，未杀释放。此举引起一些红军领导对袁文才的怀疑。1950年11月上旬，毛泽东电湖南省人民政府查罗克绍。不久罗被捕押送长沙，时73岁，为茶陵县江口乡乡立小学民办教师。1951年2月10日在长沙识字岭被处决。